# Bactrocera obfuscata
Bactrocera obfuscata är en tvåvingeart som beskrevs av Drew 1989. Bactrocera obfuscata ingår i släktet Bactrocera och familjen borrflugor. Inga underarter finns listade.